# جغد و گربه ملوس (فیلم)
جغد و گربه ملوس (به انگلیسی: The Owl and the Pussycat) فیلمی محصول سال ۱۹۷۰ و به کارگردانی هربرت راس است. در این فیلم بازیگرانی همچون باربارا استرایسند، جرج سیگال، رابرت کلاین، آلن گارفیلد، کیم چان و مریلین چیمبرز ایفای نقش کرده‌اند.